# Mio, min Mio
Mio, min Mio (Mio, mi Mio) es un libro para niños de la escritora sueca Astrid Lindgren. El libro se publicó por primera vez en 1954 en Suecia y luego se tradujo a muchos idiomas diferentes. 
En 1987, fue llevado al cine con, entre otros, Christian Bale y Christopher Lee en los papeles principales.

## Acción
Mio, min Mio trata sobre el chico Bo Vilhelm Olsen (Bosse), que ha sido adoptado por una pareja casada de ancianos a quienes no les gustan los niños. Un día, Bosse encuentra una botella. Al abrirla, sale de ella un espíritu que le lleva "país del más allá".
Cuando Bosse llega al "Lejano Oriente", le dicen que su verdadero nombre es "Mio", y que él es el hijo del rey del país y, por lo tanto, es un príncipe. Mio se convierte en el mejor amigo del chico Jum-Jum, le da un caballo a su padre, Miramis, y es feliz en su nueva vida. Pero pronto se da cuenta de que no todo en este mundo es tan maravilloso como parece. En el país vecino, vive el malvado Caballero Kato cuyo odio es tan fuerte que incluso la tierra alrededor de su castillo es dorada y negra. El caballero Kato ha secuestrado a varios niños de la aldea vecina y es una amenaza constante para la gente de la zona.
Le dicen a Mio que, aunque es un niño pequeño, su tarea es luchar contra el caballero Kato. Junto con Jum-Jum y Miramis, Mio parte a enfrentarse a su destino.

## Premios y reseñas
Cuando se publicó «Mio, min Mio», a Astrid Lindgren se la equiparó con los mejores creadores de cuentos de hadas de la literatura. Daniel Hjort Lindgren, el crítico del periódico «Sydsvenska Dagbladet», la comparó con Zacharias Topelius en un artículo titulado "Una obra maestra" diciendo: "Los versos son ligeramente arcaicos, con un tono casi evangélico. El paisaje es estilizado y todo se mezcla en «Mio, min Mio» para que surja una obra maestra, no sólo de la literatura infantil, sino también de la poesía".
El periódico estadounidense Chicago Tribune describe el libro como „un cuento de hadas poético que es sensible y verdadero" y "una contribución destacada al género del cuento de hadas“.
Este trabajo de Astrid Lindgren fue galardonado con el ”Premio Alemán de Literatura Juvenil” en 1956.